# Gà Poltava

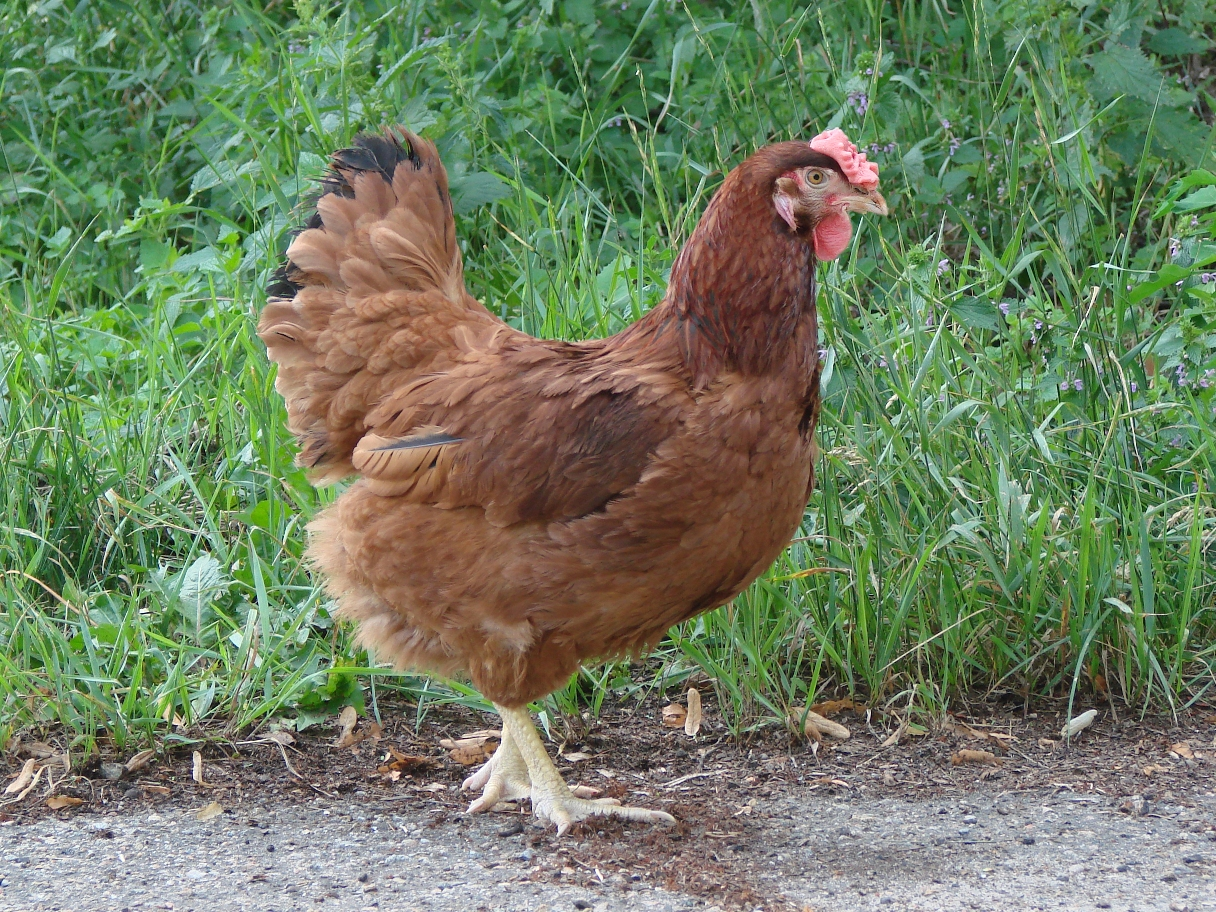
Một con gà mái Poltava

Gà Poltava là một giống gà có nguồn gốc từ Ukraina trong thời kỳ Liên Xô (cũ), đây là một giống gà kiêm dụng nhiều mục đích như cho thịt gà và trứng gà, tên gọi của chúng được đặt tên sau cách gọi Ukraina về thành phố Poltava. Tên gọi của chúng là полтавська (глиняста, зозуляста, чорна) trong tiếng Ukrainia, tên Nga của chúng là: полтавская (глинистая, зозулястая, черная). Đây là giống gà cao sản được nghiên cứu lai tạo và phát triển từ thời kỳ Liên Xô cũ cho đến nay.

## Lịch sử

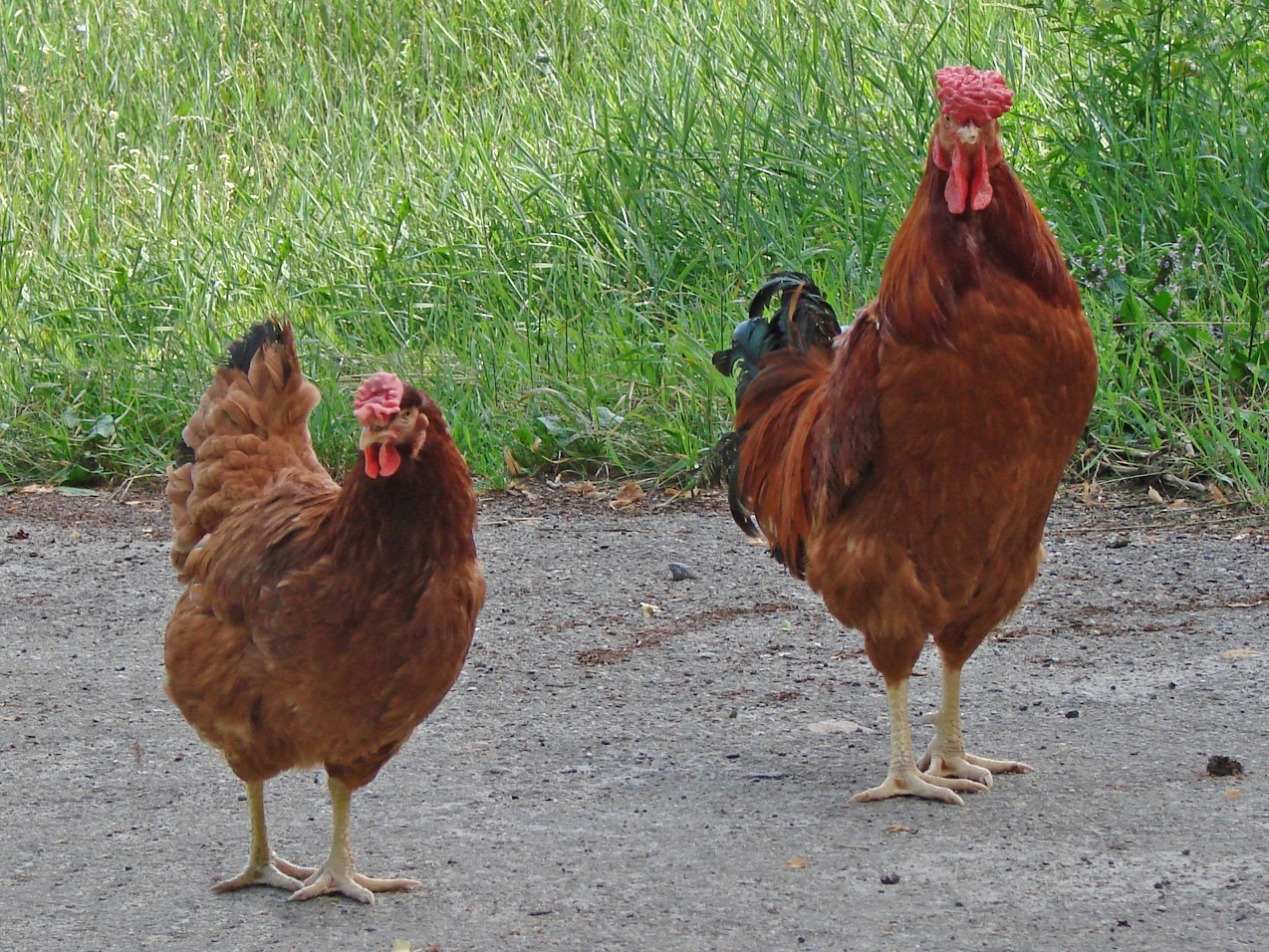
Một cặp trống mái

Giống gà này đã được đăng ký chính thức vào năm 1920 ở Liên Xô trong giai đoạn Cộng hòa xã hội chủ nghĩa Ukraina, nhưng mẫu vật được thường xuyên tiếp xúc với hội chợ nông nghiệp tại Poltava từ năm 1895, sự chọn lọc giống vật nuôi của chúng đã được tiến hành trong những năm đầu thế kỷ XX, nhờ sự nỗ lực của nhà nông học và địa chất học người Nga có tên là Vasily Vasilievich Dokuchaev, người cũng nghiên cứu những phẩm chất của những giống gà đen. Các giống địa phương đã được cải thiện từ cuối thế kỷ XIX do việc nhập khẩu bao gồm cả gà New Hampshire mái và gà Wyandotte. Lúc đầu các đối tượng nghiên cứu chỉ sản xuất được 70 trứng mỗi năm, có khoảng 50 gram trọng lượng là từ 2,1 kg đến 4 kg. Năm 1928, cuộc triễn lãm Poltava tiếp xúc với các triển lãm Toàn Ukrainian và nó có thể đạt tới 100 trứng mỗi năm. 
Các cuộc chiến tranh 1941-1945 là một thảm họa cho sản xuất nông nghiệp, chăn nuôi và kể cả ngành nuôi gà Poltava. Nó không phát triển cho đến năm 1948 rằng sản xuất của nó được hồi sinh trong việc nghiên cứu kiểu hình hệ thống được thực hiện từ năm 1953 do Viện nông nghiệp của gia cầm Ukraine trực thuộc vào Viện Hàn lâm Khoa học của Ukraina. Bộ Nông nghiệp của AHSN sau đó công nhận ba giống, đỏ, được gọi là màu đất sét, màu đen và chim cu. Năm 1985, chúng đã có ở Liên Xô, theo số liệu chính thức hơn 700.000 con gà mái đỏ Poltava trong nước của các đơn vị sản xuất. Chăn nuôi giống này cũng phá sản trong những năm sau sự sụp đổ của Liên Xô (1991), sự khởi động lại sản xuất với triển lãm thường xuyên từ năm 2000-2001.

## Đặc điểm

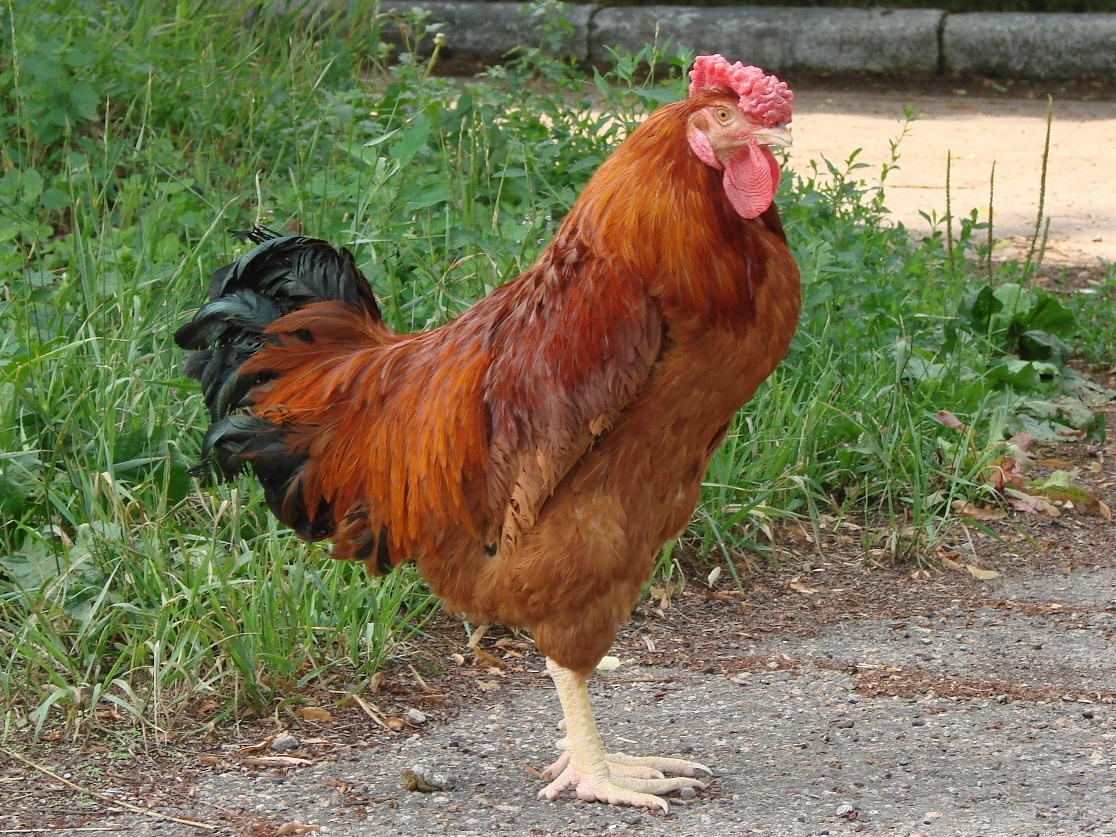
Một con gà trống Poltava

Giống gà này bao gồm ba loại màu sắc màu đen, cúc cu, và xám đất sét, chúng có bền ngoài trônng mạnh mẽ và mộc mạc, giống này có sự khác biệt của việc có một mồng lá hoặc trông như ngọn lá. Những con gà mái có bốn ngón chân mạnh mẽ thích hợp cho việc bươi cào. Những con gà trống thì có bộ lông sẫm màu của gà mái, nhưng ngực và cổ của chúng là rõ ràng hơn. Các lông đuôi có màu đen ở cuối với ánh xạ màu xanh lục. Con gà mái màu đỏ có thể đẻ 170-210 trứng một năm, con gà mái đen và màu chim ó cú cu thì đẻ khoảng 150. Giống gà này có một tính khí điềm tĩnh, mà còn cho phép của nó trong chăn nuôi.
Sự đa dạng biến thể Poltava Clay đã được bao gồm trong các nghiên cứu đa dạng di truyền và mối quan hệ giữa các giống gà khác nhau. Các nghiên cứu thứ hai được thực hiện năm 1998-2000 trong khuôn khổ một dự án nghiên cứu quốc tế có tựa đề «Phát triển Chiến lược và ứng dụng các công cụ phân tử để đánh giá sự đa dạng sinh học ở gà, Tài nguyên di truyền», hoặc ngay AVIANDIV, đã được tài trợ bởi Ủy ban Châu Âu và phối hợp của Tiến sĩ Steffen Weigend, của Viện chăn Nuôi Mariensee, Đức. Các dự án AVIANDIV dụng marker di truyền vô danh, nên gọi là microsatellite loci lây lan trên toàn bộ hệ gen. Người ta thấy rằng 33 số gà không có alen độc đáo, và 14 số gà có một alen độc đáo.